# Presse arménienne de France

Manchette du journal Haratch (1925-2009), principal journal en arménien occidental de France.

La presse arménienne de France (en arménien Ֆրանսահայ մամուլ), ou presse en langue arménienne de France, regroupe les publications périodiques comme les journaux et revues littéraires publiées par les membres de la diaspora arménienne en France.

## Historique
Jusqu'à aujourd'hui, plus de 200 périodiques en langue arménienne ont été publiés en France. Ils sont principalement écrits en arménien occidental.

### AuXIXesiècle
La première revue est Maciats Aghavni (Մասեաց աղաւնի, « La colombe du Massis », 1855-1858 à Paris puis jusqu'en 1865 à Théodosie) du père Gabriel Aïvazian (1812-1880, frère d'Ivan Aïvazovski), qui se donne pour objectif de promouvoir l'éducation culturelle, scientifique et morale du peuple,. Peu après paraît Pariz (Փարիզ, « Paris », 1860-1864). On trouve aussi à cette époque Arevelk (Արեւելք, « Orient », 1855-1856) puis Arevmoudk (Արեւմուտք, « Occident », 1859 et 1864-1865) par Stepan Voskan (1825-1901), qui promeut une vision militante et nationaliste inspirée du Risorgimento, et veut diffuser les idées de progrès économique et social ainsi que les idéaux de liberté que lui inspirent les luttes politiques en France.
Avec la prise de pouvoir du sultan Abdülhamid II (1876) et les massacres hamidiens (1894-1896) qui éprouvent durement les Arméniens de l'Empire ottoman, la France accueille de nombreux réfugiés, en particulier politiques. Parmi eux, on compte des auteurs comme Minas Tchéraz, qui publie le mensuel L'Arménie (1889-1906, principalement en français), mais aussi Meguerditch Portoukalian, fondateur du parti Arménagan et qui publie à Marseille le journal Armenia (Արմենիա, 1885-1923),.
À la fin du siècle, on voit apparaître des revues littéraires comme Anahit (Անահիտ) d'Archag Tchobanian dont la première série (1898-1911) publie la production littéraire d'écrivains comme Daniel Varoujan, Siamanto et même Komitas. Un an après le début d'Anahit commence la publication du trimestriel Panaser (Բանասեր, « Le philologue », 1899-1907).
| Titre en français phonétique                              | Titre en arménien | Traduction du titre      | Type                                                     | Dates de publication | Lieu de publication | Image |
| --------------------------------------------------------- | ----------------- | ------------------------ | -------------------------------------------------------- | -------------------- | ------------------- | ----- |
| Maciats Aghavni par Gabriel Aïvazovski                    | Մասեաց աղաւնի     | « La colombe du Massis » | revue mensuelle                                          | 1855-1858            | Paris               |       |
| Arevelk par Stepan Voskan                                 | Արեւելք           | « Orient »               | revue bimensuelle                                        | 1855-1856            | Paris               |       |
| Pariz                                                     | Փարիզ             | « Paris »                | revue                                                    | 1860-1864            | Paris               |       |
| Arevmoudk par Stepan Voskan                               | Արեւմուտք         | « Occident »             | revue bimensuelle                                        | 1859 et 1864-1865    | Paris               |       |
| L'Arménie par Minas Tchéraz                               |                   |                          | journal politique et littéraire                          | 1889-1906            | Paris               |       |
| Armenia par Meguerditch Portoukalian                      | Արմէնիա           |                          | organe du Parti Arménagan                                | 1885-1923            | Marseille           |       |
| Anahit par Archag Tchobanian                              | Անահիտ            |                          | revue littéraire                                         | 1898-1949            | Paris               |       |
| Panaser par Garabed Basmadjian                            | Բանասեր           | « Le philologue »        | revue                                                    | 1899-1907            | Paris               |       |
| Hamalsaran par Missak Baghdassarian et Hovhannes Chavarch | Համալսարան        | « Université »           | revue scientifique et littéraire, mensuelle/bimestrielle | 1899-1902            | Paris               |       |

### Dans la première moitié duXXesiècle

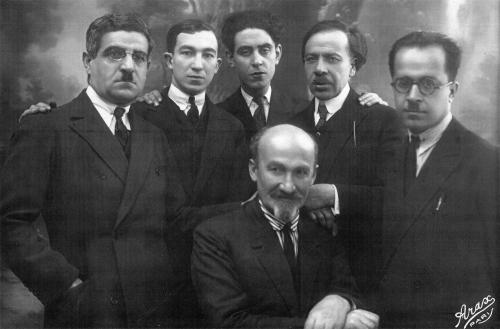
Rédaction du journal Haratch (février 1928, Paris) : Chavarche Missakian, Armen Lubin, Nichan Béchiktachlian, Melkon Kebabdjian, Chavarch Nartouni et Teotig.

Une trentaine de périodiques sont édités jusqu'en 1920. La majorité le sont à Paris, au sein d'une colonie arménienne peu nombreuse, estimée à moins de 1500 personnes, et désorganisée.
Dans les années 1910, quelques périodiques voient le jour comme Haï-Guiank (Հայ-կեանք, « Vie arménienne », 1913-1914), Khetan (Խթան, Aiguillon en français, 1915-1931, par Aram Turabian), Artzakank Parisi (Արձագանգ Փարիզի, « Échos de Paris », 1916-1925), Veradzenount (Վերածնունդ, « Renaissance », 1917-1921), Ayk (Այգ, « Aube », 1919). Ces journaux assistent et écrivent sur le sujet du génocide arménien et de l'instauration de la Première république d'Arménie.
C'est surtout à partir des années 1920 que la presse arménienne de France prend un essor considérable, car les réfugiés fuyant le génocide affluent à partir de 1922-1923 sur le territoire français. Ainsi, une soixantaine d'écrivains, intellectuels, journalistes et poètes arrivent alors à Paris, ainsi que de nombreux jeunes gens ayant fréquenté les écoles arméniennes en particulier de Constantinople. Ces lettrés fondent des petites imprimeries indépendantes : les imprimeries Araxes, Elekian, Bezazian, du Globe, de Navarre, Nersessian, Turabian, Der-Hagopian, Le Soleil, etc., une demi-douzaine fonctionnant en permanence. Ils ouvrent aussi des librairies, dont la plus connue est la librairie Hrant Samuelian, qui ouvre en 1930 dans le quartier latin en rachetant le fonds d'une libraire arménienne de Constantinople. Mais surtout, dans cette entre-deux-guerres qu'Anahide Ter Minassian qualifie de « renaissance culturelle », ils publient beaucoup : 87 périodiques arméniens voient le jour ainsi que des milliers d'ouvrages.
| Titre en français phonétique                                                                            | Titre en arménien     | Traduction du titre       | Type                                                                           | Dates de publication     | Lieu de publication                          | Image |
| --- | --------------------- | ------------------------- | ------------------------------------------------------------------------------ | ------------------------ | -------------------------------------------- | ----- |
| Coutan                                                                                                  | Գութան                | « Charrue »               | revue d'agriculture, sciences et arts                                          | 1901-1905                | Paris                                        |       |
| Joghovourtine hamar                                                                                     | Ժողովուրդին համար     | « Pour le peuple »        | périodique                                                                     | 1901                     | Paris                                        |       |
| Jamanak                                                                                                 | ժամանակ               | « Temps »                 | revue littéraire                                                               | 1901-1902 (2 numéros)    | Paris                                        |       |
| Groung par Kricor Proff-Kalfaïan                                                                        | Կռունկ                | « Grue »                  | revue artistique                                                               | 1904-1905 (2 numéros)    | Paris                                        |       |
| Haï-Guiank                                                                                              | Հայ-կեանք             | « Vie arménienne »        | hebdomadaire                                                                   | 1913-1914                | Paris                                        |       |
| Khetan (Aiguillon en français) par Aram Turabian                                                        | Խթան                  |                           | organe des volontaires arméniens sous les drapeaux français                    | 1915-1931                | Marseille                                    |       |
| Artzakank Parisi                                                                                        | Արձագանգ Փարիզի       | « Échos de Paris »        | périodique                                                                     | 1916-1925                | Paris                                        |       |
| Veradzenount par Léon Hampartzoumian                                                                    | Վերածնունդ            | « Renaissance »           | revue politique et culturelle, tribune du mouvement arménophile                | 1917-1921                | Paris                                        |       |
| Ayk par Krikor Balakian                                                                                 | Այգ                   | « Aube »                  | périodique                                                                     | 1919                     | Paris                                        |       |
| Ochacan,                                                                                                | Օշական                |                           | revue bimensuelle                                                              | 1920                     | Paris                                        |       |
| Zeïtoun,                                                                                                | Զէյթուն               |                           | revue littéraire                                                               | 1920 (2 numéros)         | Paris                                        |       |
| Abaka,                                                                                                  | Ապագայ                | « Avenir »                | journal généraliste du parti Ramgavar                                          | 1921-1950                | Paris                                        |       |
| Hayastani dzain par le Dr Nevrouz                                                                       | Հայաստանի ձայն        | « La Voix de l'Arménie »  | journal                                                                        | 1922-1923                | Paris                                        |       |
| Darakir,                                                                                                | Տարագիր               | « Exil »                  | périodique                                                                     | 1923-1924                | Marseille                                    |       |
| Norachên                                                                                                | Նորաշէն               | « Nouvelle construction » | périodique                                                                     | 1923                     | Paris                                        |       |
| Hay Panvor,                                                                                             | Հայ բանուոր           | « Ouvrier arménien »      | journal communiste                                                             | 1924                     | Paris                                        |       |
| Nor Havadk par Bedros Zaroyan et Zareh Vorpouni                                                         | Նոր հաւատք            | « Foi nouvelle »          | revue littéraire                                                               | 1924 (1 numéro)          | Marseille                                    |       |
| Panvor-Pariz                                                                                            | Բանուոր-Փարիզ         | « Ouvrier-Paris »         | journal lié à la mouvance communiste                                           | 1924-1925                | Paris                                        |       |
| Haratch par Chavarche Missakian,                                                                        | Յառաջ                 | « En Avant »              | journal généraliste proche de la Fédération révolutionnaire arménienne (FRA)   | 1925-2009                | Paris                                        |       |
| Erevan de Zabel Essayan, avec l'aide de la Section française du Comité de secours pour l'Arménie (HOG), | Երեւան                |                           | journal                                                                        | 1925-1930                | Paris                                        |       |
| Hai Sirt                                                                                                | Հայ Սիրտ              | « Cœur arménien »         | journal                                                                        | 1925-1938                | Marseille                                    |       |
| Nor yerguir,                                                                                            | Նոր երկիր             | « Nouveau pays »          | organe de la branche française du Parti social-démocrate Hentchak              | 1926-1937 puis 1954-1955 | Paris                                        |       |
| Verelk,                                                                                                 | Վերելք                | « Montée »                | organe de la section arménienne du Parti communiste français                   | 1926-1927                | Paris                                        |       |
| Poujank                                                                                                 | Բուժանք               | « Guérison »              | revue médicale                                                                 | 1926-1930                | Paris                                        |       |
| Arakadz par Hovhannès Boghossian                                                                        | Արագած                |                           | revue littéraire bimensuelle                                                   | 1926                     | Paris                                        |       |
| Khardots,                                                                                               | Խարտոց                | « Lime »                  | hebdomadaire satirique                                                         | 1926-1927                | Paris                                        |       |
| Gavroche par Yervant Tolayan                                                                            | Կավռօշ                |                           | journal satirique                                                              | 1908-1936                | Constantinople (1908-1925) Paris (1926-1936) |       |
| Ararat                                                                                                  | Արարատ                |                           | bimensuel                                                                      | 1927                     |                                              |       |
| Tzolk par notamment Vahram Gakavian,                                                                    | Ցոլք                  | « Reflet »                | revue littéraire                                                               | 1928                     | Paris                                        |       |
| Artzakank Djechmardouthian par Berdj Armenakian                                                         | Արձագանգ ճշմարտութեան | « Écho de la vérité »     | revue mensuelle religieuse                                                     | 1928-1933                | Paris                                        |       |
| Paris                                                                                                   |                       |                           | mensuel                                                                        | 1928                     |                                              |       |
| Azatamart, par Shahan Natalie                                                                           | Ազատամարտ             | « Libre combat »          | hebdomadaire                                                                   | 1928-1929                | Paris                                        |       |
| Hay Kir,                                                                                                | Հայ Գիր               | « Lettre arménienne »     | revue littéraire de l'Union des bibliophiles arméniens                         | 1928-1929                | Marseille                                    |       |
| Panvor                                                                                                  | Բանուոր               | « Ouvrier »               | hebdomadaire consacré à la défense des ouvriers                                | 1928-1929                | Paris                                        |       |
| Le Foyer par Lévon Pachalian,                                                                           |                       |                           | périodique bilingue franco-arménien                                            | 1928-1932                | Paris                                        |       |
| Yergounk par Chavarch Nartouni,                                                                         | Երկունք               | « Gésine »                | revue littéraire, organe de l'Association des orphelins adultes                | 1929-1936                | Paris                                        |       |
| Hentchakian mamoul                                                                                      | Հնչակեան մամուլ       | « Presse hentchakienne »  | journal lié au parti social-démocrate Hentchak                                 | 1929-1931                | Paris                                        |       |
| Zvartnots par Hrant Palouyan,                                                                           | Զուարթնոց             | « Maison des veilleurs »  | revue littéraire sympathisante de la FRA                                       | 1929-1964                | Paris                                        |       |
| Tchank par Kégham Atmadjian et Missak Manouchian                                                        | Ջանք                  | « Effort »                | revue littéraire                                                               | 1930-1931                | Paris                                        |       |
| Aroghtch guiank                                                                                         | Առողջ կեանք           | « Vie saine »             | revue médicale                                                                 | 1931-1932                | Paris                                        |       |
| Menk par un collectif nombreux d'écrivains                                                              | Մենք                  | « Nous »                  | revue littéraire                                                               | 1931-1932                | Paris                                        |       |
| Guiank yev Arvesd par les frères Méroujan et Meguerditch Barsamian                                      | Կեանք եւ Արուեստ,     | « Vie et Art »            | revue littéraire                                                               | 1931-1940                | Paris                                        |       |
| Mer Oughine                                                                                             | Մեր ուղին             | « Notre voie »            | périodique communiste                                                          | 1931-1932                | Paris                                        |       |
| Haï Guiank de D. Nichanian                                                                              | Հայ կեանք             | « Vie arménienne »        | revue bimensuelle                                                              | 1931                     | Paris                                        |       |
| Nairi Achkharh                                                                                          | Նաիրի Աշխարհ          | « Le monde de Naïri »     | périodique mensuel                                                             | 1931-1933                | Paris                                        |       |
| Mardgotz                                                                                                | Մարտկոց               | « Batterie »              | périodique                                                                     | 1932-1933                | Paris                                        |       |
| Archav                                                                                                  | Արշավ                 | « Course »                | périodique communiste                                                          | 1932                     | Paris                                        |       |
| Tarpnots                                                                                                | Դարբնոց               | « Forge »                 | revue                                                                          | 1932                     | Paris                                        |       |
| Arec | Արեգ                  |                           | journal hebdomadaire                                                           | 1932-1933                | Marseille                                    |       |
| Vêm par Simon Vratsian,                                                                                 | Վէմ                   | « Rocher »                | revue littéraire et culturelle organe culturel de la FRA                       | 1933-1940                | Paris                                        |       |
| Hog | Հօկ                   |                           | revue de la Section française du Comité de secours pour l'Arménie              | 1933-1935                | Paris                                        |       |
| Zank | Զանգ                  | « Cloche »                | journal lié au parti social-démocrate Hentchak                                 | 1933-1934                | Marseille                                    |       |
| Gaïdzer                                                                                                 | Կայծեր                | « Étincelles »            | journal de gauche                                                              | 1933-1935                | Lyon                                         |       |
| Amrots                                                                                                  | Ամրոց                 | « Forteresse »            | journal                                                                        | 1934                     | Paris                                        |       |
| Hay Pouj par Chavarch Nartouni                                                                          | Հայ Բոյժ              | « Médecin arménien »      | revue médicale                                                                 | 1934-1967                | Paris                                        |       |
| Razmig                                                                                                  | Ռազմիկ                | « Combattant »            | Organe bimensuel de l'Union des volontaires et combattants arméniens           | 1934-1943                | Paris                                        |       |
| Mechagouyt par Kégham Atmadjian et Bedros Zaroyan                                                       | Մշակույթ              | « Culture »               | revue littéraire                                                               | 1935-1937                | Paris                                        |       |
| Zangou par Missak Manouchian et le HOG                                                                  | Զանգու                |                           | journal communiste de la Section française du Comité de secours pour l'Arménie | 1935-1937                | Paris                                        |       |
| Joghovourti Tzain                                                                                       | Ժողովուրդի Ձայն       | « Voix du peuple »        | journal économique et littéraire                                               | 1935-1937                | Marseille                                    |       |
| Norachène                                                                                               | Նորաշէն               | « Nouvelle construction » | revue                                                                          | 1936                     | Lyon                                         |       |
| Nor Gavroche par Krikor-Vahan                                                                           | Նոր Կավռօշ            | « Le Nouveau Gavroche »   | périodique                                                                     | 1937                     | Paris                                        |       |
| Loussapats par Bedros Zaroyan et Zareh Vorpouni                                                         | Լուսաբաց              | « Aube »                  | revue littéraire                                                               | 1938-1939                | Paris                                        |       |
| Haïastan                                                                                                | Հայաստան              | « Arménie »               | journal du Nor Seround                                                         | 1939-                    | Paris                                        |       |

### Dans la deuxième moitié duXXesiècle

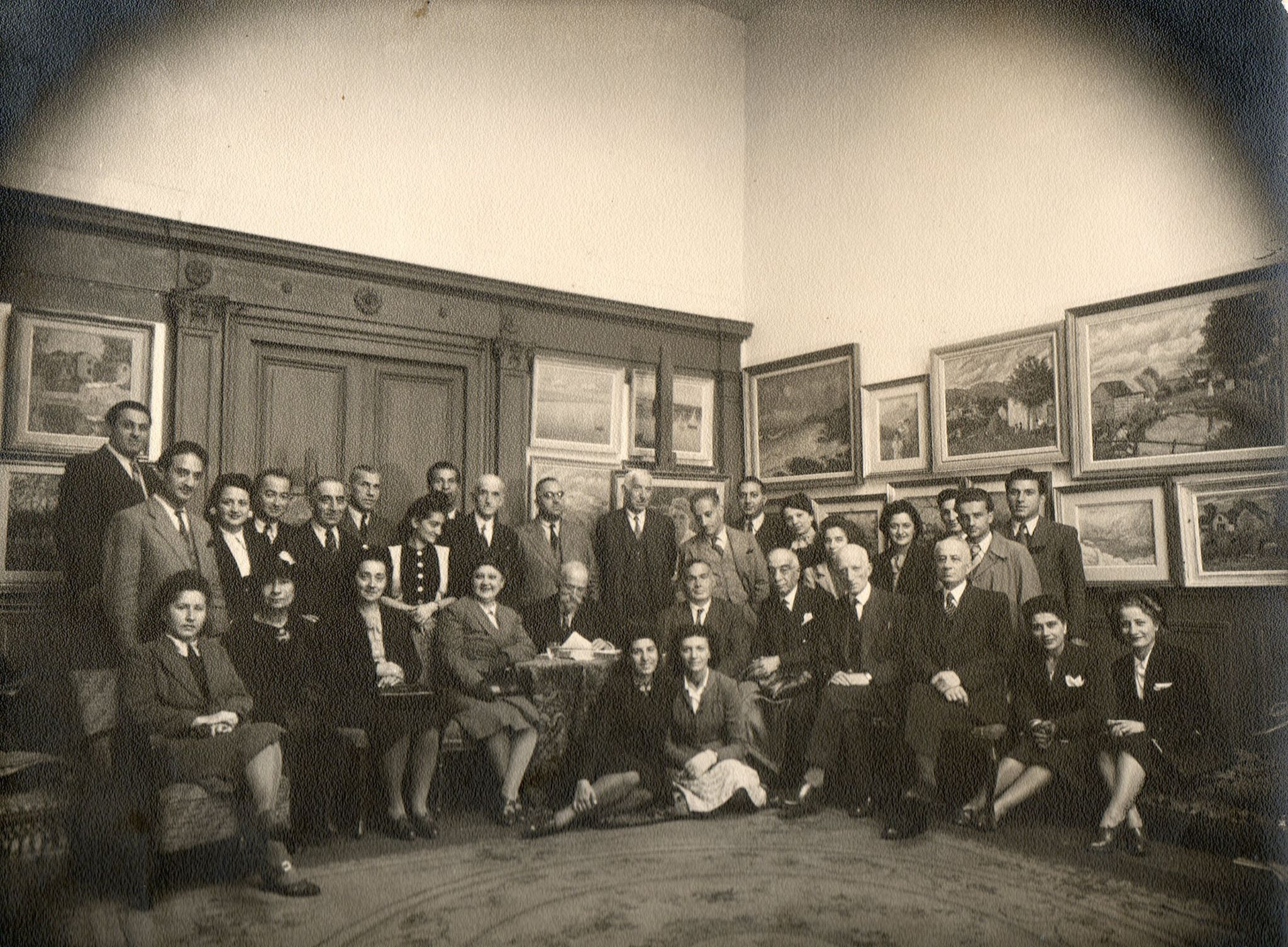
Réunion d'intellectuels de la diaspora arménienne en France dans l'atelier de Zareh Mutafian en 1944. Parmi eux, Archag Tchobanian, Marie Atmadjian ou encore Dikran Tchitouni et sa femme.

Pendant la Seconde Guerre mondiale, la plupart des journaux et revues disparaissent, leurs acteurs étant mobilisés sous les drapeaux, engagés dans la résistance ou choisissant le silence pour ne pas subir la censure de l'occupant allemand, comme Chavarche Missakian qui décide de ne pas faire paraître Haratch pendant le conflit. Après la libération, les publications reprennent.
| Titre en français phonétique       | Titre en arménien   | Traduction du titre      | Type | Dates de publication            | Lieu de publication | Image |
| ---------------------------------- | ------------------- | ------------------------ | --- | ------------------------------- | ------------------- | ----- |
| Haygachên par Chavarche Missakian  | Հայկաշէն            | « Fondé par Haïg »       | revue clandestine                                                                                          | peut-être 1942-1943 (2 numéros) | Paris               |       |
| Joghovourt                         | ժողովուրդ           | « Peuple »               | journal clandestin, organe de la résistance arménienne communiste et cherchant à réunir tous les Arméniens | 1943-1948                       | Paris               |       |
| Aradzani par Chavarche Missakian   | Արածանի             | « Un confluent »         | périodique littéraire clandestin                                                                           | v.1944-1945                     | Paris               |       |
| Arevmoudk                          | Արեւմուտք           | « Occident »             | revue littéraire                                                                                           | 1945-1952                       | Paris               |       |
| Gues gadag gues chidag             | Կես կատակ կես շիտակ | « Mi-figue mi-raisin »   | revue satirique                                                                                            | 1945-1950                       | Paris               |       |
| Hai guine                          | Հայ կին             | « La femme arménienne »  | organe mensuel de l'Union des femmes arméniennes                                                           | 1947-1949                       | Paris               |       |
| Abdag                              | Ապտակ               | « Gifle »                | revue satirique                                                                                            | 1948-1950                       | Paris               |       |
| Nerga par Lévon Tchormissian       | Ներկայ              | « Présent »              | revue | 1949-1950                       | Paris               |       |
| Azat khosk                         | Ազատ խոսք           | « Parole libre »         | journal communiste                                                                                         | 1949-1951                       | Paris               |       |
| Aïssor Abaka                       | Այսօր Ապագայ        | « Aujourd'hui d'avenir » | journal | 1951-1954                       | Paris               |       |
| Loussaghpiour                      | Լուսաղբիւր          | « Clairefontaine »       | revue littéraire                                                                                           | 1952-1956, 1959, 1970-1971      | Paris               |       |
| Andastan par Puzant Topalian       | Անդաստան            | « Champ »                | revue littéraire                                                                                           | 1952-1969                       | Paris               |       |
| Araxe par N. Hovhanessian          | Արաքս               |                          | périodique illustré                                                                                        | 1952-1955                       | Paris               |       |
| Artsakank                          | Արձագանգ            | « Écho »                 | journal | 1954-1955                       | Paris               |       |
| Hay Midk par Bedros Zaroyan        | Հայ Միտք            | « Pensée arménienne »    | revue littéraire                                                                                           | 1954-1955 (12 numéros)          | Paris               |       |
| Khetan par Levon Hampartsoumian    | Խթան                | « Impulsion »            | journal hebdomadaire                                                                                       | 1955-1970                       | Paris               |       |
| Louys Parizi                       | Լույս Փարիզի        | « Lumière de Paris »     | journal | 1957-1959                       | Paris               |       |
| Amsoryag par Zareh Vorpouni        | Ամսօրեակ            | « Mensuel »              | revue littéraire                                                                                           | 1958 (9 numéros)                | Paris               |       |
| Achkharh                           | Աշխարհ              | « Monde »                | mensuel littéraire                                                                                         | 1960-                           | Paris               |       |
| Burakn                             | Բիւրակն             | « Mille sources »        | périodique                                                                                                 | 1961-1966                       | Paris               |       |
| Kragan Amsatert par Zareh Vorpouni | Գրական Ամսաթերթ     | « Mensuel littéraire »   | journal littéraire, complément mensuel d'Andastan                                                          | 1961-1962 (8 numéros)           | Paris               |       |
| Nor Abaka                          | Նոր Ապագայ          | « Nouvel avenir »        | périodique                                                                                                 | 1966-1967                       | Paris               |       |
| Haghtanag                          | Յաղթանակ            | « Victoire »             | périodique                                                                                                 | 1971-1990                       | Paris               |       |
| Arahéd                             | Արահետ              | « Sentier »              | périodique                                                                                                 | 1975-1986                       | Paris               |       |
| Gam                                | Կամ                 | « J'existe »             | revue | 1980-1985                       | Paris               |       |
| Gamk                               | Կամք                | « Volonté »              | journal bilingue, organe de la FRA                                                                         | 1985-2002                       | Paris               |       |
| Gayk                               | Կայք                | « Lieu »                 | périodique                                                                                                 | 1989-1993                       | Paris               |       |

### Aujourd'hui
Au XXIe siècle, il n'existe presque plus de périodiques en langue arménienne en France. Le dernier quotidien ayant une certaine envergure, Haratch, disparaît en 2009. Il est remplacé par Nor Haratch la même année.
Ce déclin est en grande partie dû au fait que la diaspora arménienne de France est alors composée d'Arméniens de la seconde et troisième génération qui ne maîtrisent plus dans leur majorité l'arménien, en particulier l'arménien occidental.
La presse principale de la diaspora arménienne de France est aujourd'hui majoritairement en langue française, en particulier Nouvelles d'Arménie Magazine (1995-) et France Arménie (1982-). Les quelques rares publications encore en arménien restent les bulletins des églises.

### Autre
- Une journée d'étude sur « La presse de langue arménienne en France et la création d'un espace transnational » a lieu à l'INALCO le 7 novembre 2019 : « Journée d’étude : la presse de langue arménienne en France », sur u-paris.fr, 2019 (consulté le 15 janvier 2020)